# Presidenti della Provincia di Piacenza
Elenco dei presidenti dell'amministrazione provinciale di Piacenza.

## Regno d'Italia (1861-1946)

### Presidenti del Consiglio provinciale (1860-1928)
- Filippo Grandi (marzo 1860 - settembre 1862)
- Giuseppe Mischi (settembre 1862 - agosto 1868)
- Giuseppe Rossi (agosto 1868 - agosto 1869)
- Carlo Fioruzzi (agosto 1869 - aprile 1875)
- Luigi Gemmi (agosto 1875 - agosto 1878)
- Giuseppe Galluzzi (agosto 1878 - novembre 1889)
- Ernesto Pasquali (dicembre 1889 - aprile 1895)
- Vittorio Cipelli (agosto 1895 - luglio 1902)
- Napoleone Ferraris (agosto 1902 - giugno 1903)
- Vittorio Cipelli (agosto 1903 - novembre 1920)
- Dante Argentieri (novembre 1920 - maggio 1922)
- Raffaele Radini Tedeschi (gennaio 1923 - dicembre 1923)
- Lodovico Paveri Fontana (febbraio 1924 - febbraio 1928)

### Presidenti della Deputazione provinciale (1860-1928)

#### Prefetti (1860-1889)
- Giovanni Visone (marzo 1860 - maggio 1863)
- Giovanni Notta (24 giugno 1863 - 12 settembre 1866)
- Antonio Binda (4 aprile 1867 - 7 dicembre 1873)
- Federico Papa (7 dicembre 1873 - 8 settembre 1876)
- Vincenzo Taccari (8 settembre 1876 - 7 agosto 1881)
- Evandro Caravaggio (7 agosto 1881- 16 agosto 1882)
- Francesco Zironi (16 agosto 1882 - 15 settembre 1882)
- Giuseppe Cornero (1º novembre 1882 - 17 marzo 1889)
- Giovanni Gattelli (24 marzo 1889 - dicembre 1889)

#### Presidenti elettivi (1889-1928)
- Carolippo Guerra (dicembre 1889 - luglio 1895)
- Francesco Achille (agosto 1895 - giugno 1897)
- Giovanni Pavesi Negri (agosto 1897 - aprile 1911)
- Enrico Ranza (aprile 1911 - luglio 1914)
- Marco Boscarelli (agosto 1914 - novembre 1920)
- Giuseppe Cavallini (novembre 1920 - maggio 1922)
- Aurelio De Francesco (febbraio 1923 - dicembre 1923)
- Fausto Marchesi (gennaio 1924 - febbraio 1924)
- Francesco Pallastrelli (febbraio 1924 - dicembre 1925)
- Fausto Marchesi (gennaio 1926 - febbraio 1928)

### Presidi del Rettorato (1929-1945)
- Fausto Marchesi (maggio 1929 - aprile 1932)
- Carlo Archieri (settembre 1932 - marzo 1934)
- Guido Gottardi (giugno 1934 - giugno 1938)
- Giovanni Battista Cella Malugani (giugno 1938 - luglio 1943)
- Pietro Tassi (febbraio 1944 - aprile 1945)

## Repubblica italiana (dal 1946)

### Presidenti della Deputazione provinciale (1945-1951)
| Nº | Nº | Ritratto | Nome                   | Mandato        | Mandato      | Partito              |
| Nº | Nº | Ritratto | Nome                   | Inizio         | Fine         | Partito              |
| -- | -- | -------- | ---------------------- | -------------- | ------------ | -------------------- |
| 1  |    |          | Francesco Pallastrelli | maggio 1945    | gennaio 1948 | Democrazia Cristiana |
| 2  |    |          | Ettore Martini         | settembre 1948 | maggio 1951  | Democrazia Cristiana |

### Presidenti della Provincia (dal 1951)

#### Eletti dal Consiglio provinciale (1951-1995)
| Nº  | Nº | Ritratto | Nome                 | Mandato        | Mandato         | Partito                                                       | Elezione |
| Nº  | Nº | Ritratto | Nome                 | Inizio         | Fine            | Partito                                                       | Elezione |
| --- | -- | -------- | -------------------- | -------------- | --------------- | ------------------------------------------------------------- | -------- |
| 1   |    |          | Ettore Martini       | giugno 1951    | luglio 1956     | Democrazia Cristiana                                          |          |
| 2   |    |          | Alfredo Conti        | luglio 1956    | marzo 1958      | Democrazia Cristiana                                          |          |
| 3   |    |          | Franco Giacoboni     | giugno 1958    | gennaio 1961    | Democrazia Cristiana                                          |          |
| 4   |    |          | Antonio Molinaroli   | febbraio 1961  | marzo 1965      | Democrazia Cristiana                                          |          |
| (3) |    |          | Franco Giacoboni     | marzo 1965     | aprile 1968     | Democrazia Cristiana                                          |          |
| 5   |    |          | Giordano Persicani   | aprile 1968    | gennaio 1969    | Partito Socialista Italiano                                   |          |
| 6   |    |          | Fiorenzo Tosi        | gennaio 1969   | ottobre 1975    | Democrazia Cristiana                                          |          |
| (5) |    |          | Giordano Persicani   | ottobre 1975   | ottobre 1980    | Partito Socialista Italiano                                   |          |
| 7   |    |          | Luigi Tagliaferri    | ottobre 1980   | agosto 1985     | Partito Comunista Italiano                                    |          |
| 8   |    |          | Franco Benaglia      | 7 agosto 1985  | 11 agosto 1990  | Partito Socialista Italiano                                   |          |
| 9   |    |          | Maurizio Migliavacca | 11 agosto 1990 | 24 gennaio 1994 | Partito Comunista Italiano Partito Democratico della Sinistra |          |
| 10  |    |          | Renato Zurla         | 21 marzo 1994  | 8 maggio 1995   | Partito Socialista Democratico Italiano                       |          |

#### Eletti direttamente dai cittadini (1995-2014)
| Nº | Ritratto       | Ritratto       | Nome               | Mandato        | Mandato         | Partito                                     | Elezione |
| Nº | Ritratto       | Ritratto       | Nome               | Inizio         | Fine            | Partito                                     | Elezione |
| -- | -------------- | -------------- | ------------------ | -------------- | --------------- | ------------------------------------------- | -------- |
| 11 |                |                | Dario Squeri       | 8 maggio 1995  | 28 giugno 1999  | Indipendente di centro-sinistra             | 1995     |
| 11 | 28 giugno 1999 | 28 giugno 2004 | Dario Squeri       | 1999           |                 | Indipendente di centro-sinistra             |          |
| 12 |                |                | Gian Luigi Boiardi | 28 giugno 2004 | 8 giugno 2009   | Democratici di Sinistra Partito Democratico | 2004     |
| 13 |                |                | Massimo Trespidi   | 8 giugno 2009  | 14 ottobre 2014 | Il Popolo della Libertà                     | 2009     |

#### Eletti dai sindaci e consiglieri della provincia (dal 2014)
| Nº | Nº | Ritratto | Nome                                               | Mandato           | Mandato           | Partito                         | Elezione |
| Nº | Nº | Ritratto | Nome                                               | Inizio            | Fine              | Partito                         | Elezione |
| -- | -- | -------- | -------------------------------------------------- | ----------------- | ----------------- | ------------------------------- | -------- |
| 14 |    |          | Francesco Rolleri                                  | 14 ottobre 2014   | 31 ottobre 2018   | Partito Democratico             | 2014     |
| 15 |    |          | Patrizia Barbieri                                  | 31 ottobre 2018   | 29 giugno 2022    | Indipendente di centro-destra   | 2018     |
| –  |    |          | Franco Albertini (Vicepresidente facente funzioni) | 29 giugno 2022    | 25 settembre 2022 | Lista civica                    | 2018     |
| 16 |    |          | Monica Patelli                                     | 25 settembre 2022 | in carica         | Indipendente di centro-sinistra | 2022     |